# Kollafjarðar kirkja
Kollafjarðar kirkja er en kirke på Færøerne i Kollafjørður på Streymoy, hjemmehørende i Færøernes folkekirke.
Kirken er en typisk færøsk trækirke fra 1837, som har gennemgået flere større ombygninger. Kirken er en sorttjæret træbygning på et hvidmalet fundament og hvidmalede vinduer og en lille hvid tagrytter på tagets vestlige ende. Kirken er dækket med græstørv, tidligere lagt på birkebark, nu aluminiumsplader. Tagryttere står diagonalt på kirken og har pyramidetag, der ender i en fløjstang. Kirken har syv vinduer på nord siden og otte på sydsiden, alle forsynet med skodder. I vestgavlen ses et højtsiddende dobbeltvindue og et enkelt i korgavlen. Indgangsdøren sidder i kirkens nordvestlige ende.
Indenfor i kirken er alt i råt træ og kirken har ikke hvælv eller loft. I forkirken hænger en tavle med
initialer på håndværkerne, der byggede kirken.
Koret samt præsteværelset er adskildt fra kirken med et udsavet korgitter, med de kristne symboler.
Altertavlen er malet af C.H Isaksen, Tórshavn, og forestiller Jesu fødsel.
Døbefonten er ligesom prædikestolen ottekantet med profilfelter, mens dåbsfadet er af tin og stemplet København 1762.
De to store barokstager er fra kirkens opførsel, mens den syvarmede stage er en gave fra pastor Grøn, som også har givet kirken den ene messinglysekrone, den anden er skænket af Marius á Tanganum i 1907. En trælysekrone er skænket af lærer Poul Næs.
Under hvælvingen hænger to kirkeskibe. Det ene, en borðbátor (en træbåd med sejl) er skænket til kirken af forælderne, der mistede deres søn, som druknede ved Island som 25-årig. Det andet er en model af Norske Løve.
Kirkeklokken fra 1960, er støbt af de Smithske støberier med teksten: "aldrig forstummer tonen fra himlen". En ældre klokke stammede fra et skib, der gik på grund ved Miðvágur.